# Pygopleurus pseudomedius
Pygopleurus pseudomedius là một loài bọ cánh cứng trong họ Glaphyridae. Loài này được Miksic miêu tả khoa học năm 1964.